# الهاشمي جيار
الهاشمي جيار:وزير الاتصال الجزائري والناطق باسم الحكومة في حكومة بلخادم الأولى من مواليد 2 جوان 1946 بمدينة باتنة.